# Geometer
Geometer (Franko) – polski herb szlachecki - odmiana herbu Jelita z nobilitacji.

## Opis herbu
W polu czerwonym dwie kopie srebrne w krzyż skośny.
W klejnocie skrzydło orle z łapą, srebrne.

## Najwcześniejsze wzmianki
Nadany Piotrowi Franko, geometrze królewskiemu 7 listopada 1582. Herb jest wynikiem adopcji do herbu Jelita. Klejnot miał powstać z herbu rodowego, co sugerowałoby mieszczański rodowód Franko.

## Herbowni
Francuz, Frank - Franko, Geometer, Konglaneński.